# اريك هوفمان
اريك هوفمان (بالفرنسية: Eric Hoffmann)‏ (21 يونيو 1984 بلوكسمبورغ في لوكسمبورغ - ) هو لاعب كرة قدم لوكسمبورغي في مركز الدفاع. شارك مع منتخب لوكسمبورغ لكرة القدم. أما مع النوادي، فقد لعب مع جينيس إيسش وFC Etzella Ettelbruck ‏.

## وصلات خارجية
- اريك هوفمان على موقع الاتحاد الدولي (مؤرشف)  (الإنجليزية)
- اريك هوفمان على موقع قاعدة بيانات كرة القدم.إي يو (الإنجليزية)
- اريك هوفمان على موقع ناشيونال فوتبول تيمز (الإنجليزية)
- اريك هوفمان على موقع AS.com (الإسبانية)